# Ambalarondra
Ambalarondra è una città e comune del Madagascar situata nel distretto di Brickaville, regione di Atsinanana. 
La popolazione del comune rilevata nel censimento 2001 era pari a 11 623 unità.